# Miss Independent
Miss Independent – piosenka pop rock stworzona przez Rhetta Lawrence’a, Kelly Clarkson, Christinę Aguilerę i Matta Morrisa na debiutancki album studyjny Clarkson, „Thankful” (2003). Wyprodukowany przez Lawrence’a, utwór wydany został jako drugi amerykański oraz pierwszy brytyjski singel promujący krążek w maju 2003.

## Informacje o singlu
Singel stworzony został przez Rhetta Lawrence’a, Christinę Aguilerę i Matta Morrisa oraz wyprodukowany przez Lawrence’a. Początkowo piosenka miała być wykonywana przez girlsband Destiny’s Child, jednak po odmowie nagrania piosenki przez zespół, Lawrence zaoferował zaśpiewanie „Miss Independent” piosenkarce pop Christinie Aguilerze. Po zmianach dokonanych w tekście piosenki przez samą Aguilerę, Rhett wycofał się z wcześniej wspomnianej oferty tłumacząc się typowo rockowym typem utworu. Dwa lata później Clarkson dowiedziała się, iż ma możliwość nagrania „Miss Independent” wydała piosenkę jako singel i umieściła na liście utworów albumu Thankful (2003).

## Teledysk
Teledysk do singla reżyserowany był przez Liz Friedlander. Klip ukazje wokalistkę śpiewającą na prywatce. Videoclip znacznie różni się od poprzedniego teledysku Clarkson ukazując jej seksowniejszy oraz subtelniejszy wizerunek.
W 2004 nagrana została alternatywna wersja teledysku do singla dla brytyjskiego kanału muzycznego Channel 4, prezentujący Kelly śpiewającą na dachu. Klip użyty został również w celach promocyjnych podczas występów Clarkson w programach porannych oraz typu talk-show.

## Listy utworów i formaty singla
Amerykański CD singel
1. „Miss Independent” – 3:35
2. „You Make Me Feel like a Natural Woman” – 2:36
3. „Miss Independent” (MaUVe mix) – 7:55

Amerykański promocyjny CD singel
1. „Miss Independent” – 3:35
2. „Miss Independent” (Call Out Hook) – 0:10

Amerykański promocyjny 12" singel
1. „Miss Independent” (Junior’s Kelly Rock Mix) – 9:04
2. „Miss Independent” (Hani’s Extended Club Mix) – 9:08

Europejski/Australijski CD-maxi singel
1. „Miss Independent” – 3:35
2. „Respect” – 2:15
3. „You Make Me Feel like a Natural Woman” – 2:36
4. „Miss Independent” (videoclip) – 3:35

Brytyjski CD-maxi singel
1. „Miss Independent” – 3:35
2. „You Make Me Feel like a Natural Woman” – 2:36
3. „Miss Independent” (MaUVe mix) – 7:55
4. „Miss Independent” (videoclip) – 3:35

Brytyjski 12" singel
1. „Miss Independent” (MaUVe Full Vocal Mix) – 7:55
2. „Miss Independent” (Shanghai Surprise Mix) – 7:33
3. „Miss Independent” (MaUVe Dub) – 7:55

## Pozycje na listach
| Lista przebojów (2003)          | Najwyższa pozycja |
| ------------------------------- | ----------------- |
| Australia ARIA Singles Chart    | 3                 |
| Austria Singles Chart           | 39                |
| Holandia Top 40 Chart           | 9                 |
| Irlandia Singles Chart          | 11                |
| Niemcy Singles Chart            | 52                |
| Szwajcaria Singles Chart        | 44                |
| Szwecja Singles Top 60 Chart    | 25                |
| UK Singles Chart                | 6                 |
| USA Billboard Hot 100           | 9                 |
| USA Billboard Top 40 Mainstream | 1                 |
| United World Chart              | 16                |

## Daty wydania
| Region            | Data wydania    | Wytwórnia  |
| ----------------- | --------------- | ---------- |
| Stany Zjednoczone | Maj 2003        | Sony Music |
| Australia         | 4 sierpnia 2003 | Sony Music |
| Europa            | 4 sierpnia 2003 | Sony Music |